# 尤穆爾琴河
尤穆爾琴河是俄羅斯的河流，屬於維季姆河的右支流，由外貝加爾邊疆區負責管轄，河道全長150公里，流域面積3,990平方公里，河水主要來雨水，每年十月至翌年五月結冰。